# Зандерс, Даниель
Да́ниэль За́ндерс (нем. Daniel Sanders; 12 ноября 1819, Штрелиц (ныне в составе Нойштрелица) — 11 марта 1897, Штрелиц) — немецкий филолог и лексикограф.
Изучал математику и филологию в Берлине, в 1842 г. защитил диссертацию в Халле. Возглавлял школу в своём родном городе. Появление немецкого лексикона братьев Гримм побудило и Зандерса обратиться к лексикографии; плодом упорного труда стал его знаменитый «Wörterbuch der deutschen Sprache, mit Belegen v. Luther bis zur Gegenwart» (1859—1865).
К этой главной его работе примыкают: «Handwörterbuch der deut. Sprache» (4 изд. 1888); «Fremdwörterbuch» (2 изд. 1891); «Wörterbuch deut Synonymen» (2 изд. 1882); «Kurzgefasstes Wörterbuch der Hauptschwierigkeiten in der deut Sprache» (21 изд. 1891); «Deut. Sprachschatz» (1873—1877); «Ergänzungswörterbuch der dent. Sprache» (1878—1885). Издал ещё ряд соч. по орфографии: «Katechismus der Orthographie» (4 изд. 1878); «Vorschläge zur Feststellung einer einheitlichen Rechtschreibung für Alldeutschland» (1873 и 1874); «Orthographisches Wörterbuch» (2 изд. 1876) и другие.
Кроме того, Зандерс опубликовал ряд трудов по новогреческой филологии: «Новогреческий народный быт» (нем. Das Volksleben der Neugriechen; 1844), «Греческая грамматика» (нем. Griechische Grammatik; 1881) и «История новогреческой литературы» (нем. Geschichte der neugriechischen Literatur; 1885), написанная в соавторстве с греческим учёным и дипломатом Александром Рангависом. В 1866 г. напечатал свой перевод «Песни песней Соломона», в 1878 г. выпустил книгу стихотворений «Из лучших часов жизни» (нем. Aus den besten Lebensstunden).